# Noordzeepad

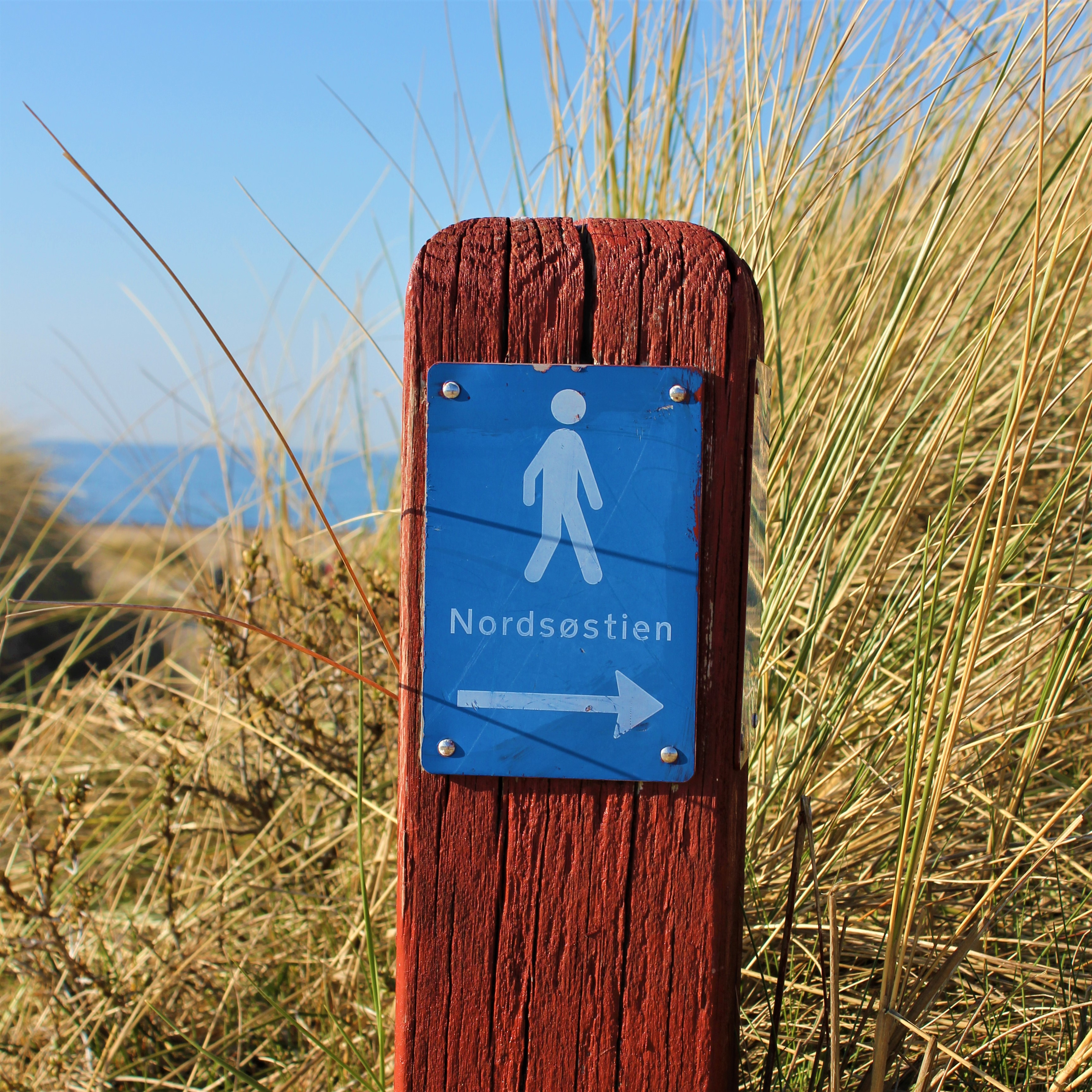
Wegwijzer van het Noordzeepad in Denemarken

Het Noordzeepad (Engels: North Sea Trail) is een langeafstandswandelroute rond de Noordzee. Het loopt van Schotland via Engeland, België, Nederland, Duitsland, Denemarken en Zweden naar Noorwegen.
In Nederland loopt het Noordzeepad over hetzelfde traject als de Wandelroute E9.